# Тайовський потік
Тайовський потік (словац. Tajovský potok) — річка в Словаччині; права притока Грону довжиною 11.8 км. Протікає в окрузі Банська Бистриця.
Витікає в масиві Кремницькі-Врхи на висоті 1150 метрів. Протікає територією сіл Краліки; Тайов і міста Банська Бистриця — частини Подлавіце і Фончорда.
Впадає у Грон на висоті 319 метрів.